# Forum International
Pour les articles homonymes, voir Forum international.
Forum International était une société de construction de matériel informatique fondée par François Gernelle, Jean Picholle et Georges Pozza en 1983.
Les micro-ordinateurs produits étaient uniquement destinés au marché professionnel. François Gernelle, qui avait développé le système Micral au cours de la décennie précédente et que le concept américain de micro-ordinateur mono-tâche mono-utilisateur rebutait, continua à faire vivre sa conception via FORUM.
Dans un premier temps, le marché visé était celui du renouvellement et l'extension du parc de matériels par les acquéreurs des Micral, souvent des administrations publiques qui avaient  développé beaucoup d'applications de gestion en utilisant le langage BAL au-dessus du système d'exploitation multi-tâches Prologue.
À partir de 1985, avec un marché informatique déjà largement dominé par des compatibles PC disposant d'un parc applicatif foisonnant et de qualité, l'arrivée des interfaces utilisateur graphiques, la baisse drastique des budgets du secteur public et le développement de Prologue pour PC puis de ABAL pour MS-DOS, FORUM n'a pas su renouveler son concept (pourtant repris par les stations de travail sous Unix) et a rapidement décliné.
Dans le même temps, son PDG de l'époque, Georges Pozza, étant membre du Conseil des Entrepreneurs du Ministre de l'Industrie Alain Madelin, FORUM se lance dans une série de reprises parfois hasardeuses d'entreprises en difficulté.
Les ordinateurs produits ressemblaient à un TRS-80 Model III avec une carrosserie de couleur marron. Cependant ils n'étaient pas monobloc comme l'ordinateur de Tandy mais avaient un bloc moniteur monochrome et un bloc double disquettes 5,25 pouces qui s'encastraient sur l'unité centrale à laquelle était connecté le clavier.
Le logo de FORUM International était une bille rouge décrivant une orbite sur un fond de quadrillage.